# كلايد سكوت
كلايد سكوت (بالإنجليزية: Clyde Scott)‏ هو لاعب كرة قدم أمريكية أمريكي، ولد في 29 أغسطس 1924 في لويزيانا في الولايات المتحدة، وتوفي في 30 يناير 2018.

## وصلات خارجية
- كلايد سكوت على موقع مرجع كرة القدم المحترفة.كوم (الإنجليزية)
- كلايد سكوت على موقع اللجنة الأولمبية الدولية (الإنجليزية)
- كلايد سكوت على موقع أوليمبيديا (الإنجليزية)